# Paratendipes concoloripes
Paratendipes concoloripes är en tvåvingeart som först beskrevs av Jean-Jacques Kieffer 1916.  Paratendipes concoloripes ingår i släktet Paratendipes och familjen fjädermyggor.
Artens utbredningsområde är Taiwan. Inga underarter finns listade i Catalogue of Life.